# کارلا اسپارزا
کارلا اسپارزا (انگلیسی: Carla Esparza؛ زادهٔ ۱۰ اکتبر ۱۹۸۷) ورزشکار هنرهای رزمی ترکیبی اهل ایالات متحده آمریکا است. وی از سال ۲۰۱۰ میلادی تاکنون مشغول فعالیت بوده است.
اسپارزا یک رزمی‌کار و کشتی‌گیر حرفه‌ای سابق آمریکایی است که اخیراً در بخش وزن کاه زنان مسابقات سازمان یواف‌سی رقابت می‌کرد، که در آن او دو بار قهرمان دسته کاه‌وزن زنان یواف‌سی شده است. اسپارزا اولین قهرمان وزن کاه یواف‌سی، اولین قهرمان وزن کاه اینویکتا بود و به‌طور کلی در هر دو دوره قهرمانی، بهترین مبارز وزن کاه جهان محسوب می‌شد. او اولین بار با پیروزی در یک تورنمنت ۱۶ نفره که در سریال واقع‌نمای The Ultimate Fighter از تلویزیون پخش شد، قهرمانی یواف‌سی را به دست آورد. او همچنین در اولین تورنمنت زنان سازمان بلاتور ام‌ام‌ای شرکت کرد.